# Jonathan Siles
Jonathan Siles (Melo, 4 de agosto de 1993) é um futebolista uruguaio, que atua pelo Peñarol